# Лемболовская твердыня
«Лемболовская твердыня» — мемориал, входящий в Зелёный пояс Славы Ленинграда. Находится на рубеже, где в сентябре 1941 года части 23-й армии остановили наступление финских войск, здесь проходил рубеж обороны в 1941—1944 годы.
Официальное наименование памятника — «Памятник Лемболовская твердыня».
Памятник Лемболовская твердыня — часть единого мемориального комплекса Зеленый пояс Славы Ленинграда, состоит из двух объектов, один из которых расположен на железнодорожной станции Лемболово, второй — на 31 км шоссе Санкт-Петербург — Приозерск около деревни Керро Всеволожского района Ленинградской области. Воздвигнут на месте боёв по линии обороны Ленинграда в 1941—1944 годы.
Памятник «Лемболовская твердыня» признан объектом культурного наследия федерального значения.

## История
На рубеже Лемболово осенью 1941 года вели бои воины 23-й армии Ленинградского фронта и бригада моряков-пограничников, обороняя северные подступы к Ленинграду. На этих рубежах в ходе Выборгской наступательной операции советские войска разгромили крупную группировку финских войск, освободили северную часть Ленинградской области.
В районе Лемболово 12 июля 1942 года экипаж бомбардировщика СБ 44-го Краснознамённого скоростного бомбардировочного полка в составе капитана Алёшина Семена Михеевича, штурмана лейтенанта Гончарука Владимира Андреевича, стрелка-радиста старшего сержанта Боброва Николая Александровича совершили подвиг — огненный таран, направив свой подбитый загоревшийся самолёт на финские позиции, откуда вёлся артиллерийский и пулемётный огонь по советской наступающей пехоте. Посмертно все члены экипажа самолёта были награждены званием Героя Советского Союза.
Исполком Ленинградского городского Совета постановил дополнительно к памятникам, сооружаемым по плану от 4 февраля 1960 года, установить обелиски в ознаменование героизма, проявленного воинами 23-й армии и Краснознамённого Балтийского флота и памятник героям — лётчикам, погибшим в июле 1942 года.

## Описание памятника
Памятник «Лемболовская твердыня» состоит из двух частей: стелы, расположенной в 50 метрах севернее железнодорожной станции Лемболово и мемориального ансамбля на 31 км шоссе Санкт-Петербург — Приозерск.
Стела на железнодорожной станции Лемболово состоит из двух частей. На квадратной стене, облицованной гранитом, барельефное изображение трех лётчиков — героев в шлемах, на примыкающей справа плите установлена звезда Героя Советского Союза, слева высечен текст: Близ станции Лемболово в июле 1942 года лётчики 44 авиаполка Ленинградского фронта капитан Алёшин С. М., лейтенант Гончарук В. А., ст. сержант Бобров Н. А. таранили горящим самолетом артиллерийскую батарею противника. Указом Президиума Верховного Совета СССР они посмертно удостоены звания Героя Советского Союза.

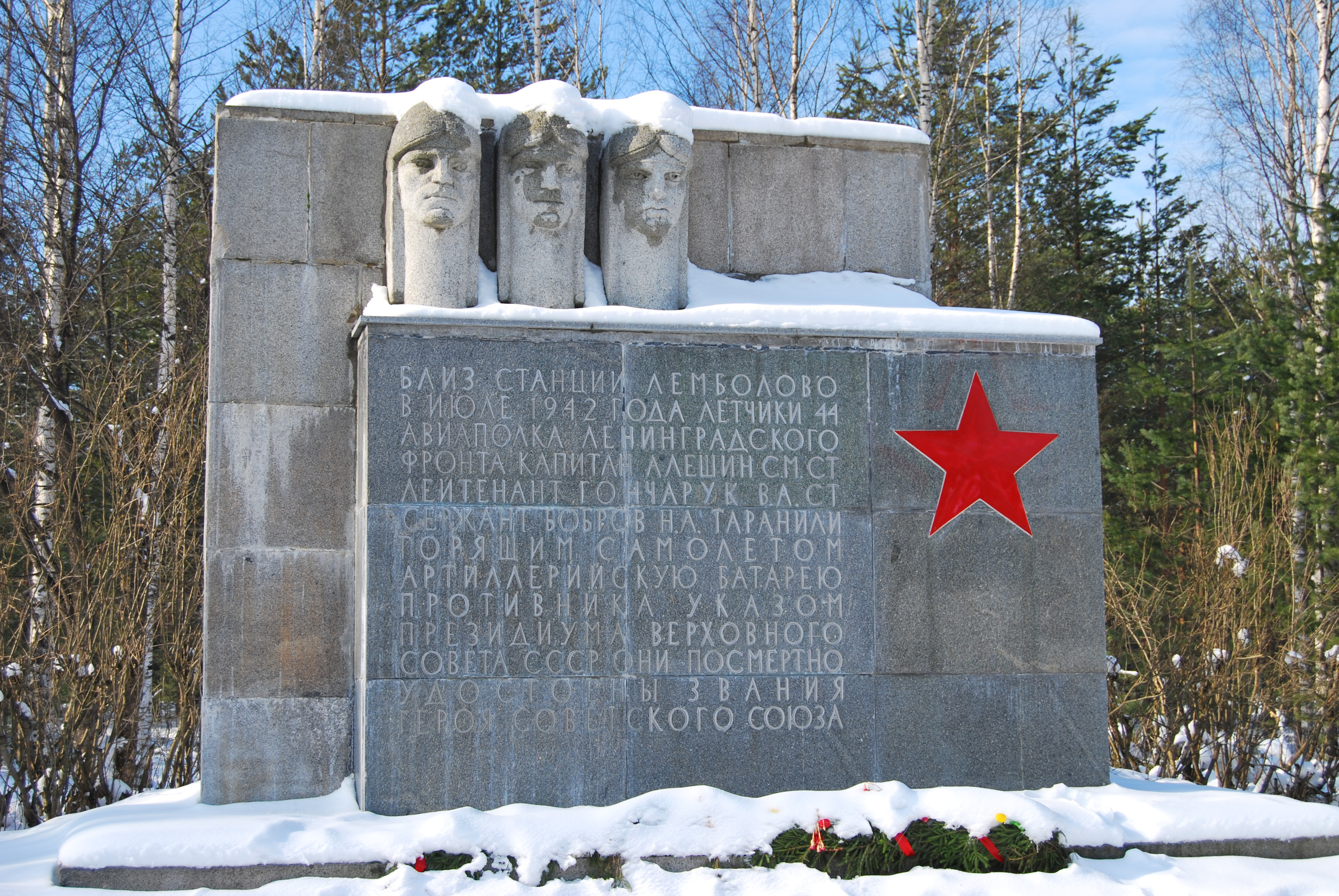
Стела на станции Лемболово, посвященная подвигу экипажа бомбардировщика, совершившего ценой своих жизней огненный таран вражеских позиций

Памятник открыт в 1965 году. Авторы монумента архитектор М. Н. Мейсель, скульпторы Л. Л. Михайленок, Р. В. Мелик-Акопян.
В 2004 году поисковым отрядом «Группа Безымянная» в районе Лемболовских высот были обнаружены обломки советского самолета СБ-2, разбившегося во время Великой Отечественной войны. В ходе работ, продолжавшихся в течение двух лет, были обнаружены останки членов экипажа самолета. В течение 14 лет собирались доказательства, что эти останки принадлежат именно лётчикам из экипажа Алёшина. Проводился поиск в российских и финских архивах, была проведена генетическая экспертиза. Только после этого было получено разрешение на захоронение останков у памятника федерального значения, входящего в Зеленый пояс Славы.
4 ноября 2018 года рядом со стелой на железнодорожной станции Лемболово, посвящённой героям-лётчикам, были захоронены останки С. М. Алёшина, В. А. Гончарука и Н. А. Боброва, найденные в результате многолетних поисковых работ. На могиле установлен надгробный памятник с портретами и именами героев.
12 июля 2019 года в Агалатовском сельском поселении Всеволожского района Ленинградской области на месте падения самолёта капитана Алёшина и гибели его экипажа установлен памятный знак.

Мемориальный ансамбль «Лемболовская твердыня» на 31 километре Приозерского шоссе

Мемориальный ансамбль на 31 километре Приозерского шоссе представляет собой композицию из нескольких, связанных общим замыслом, элементов.
В центре установлен обелиск с горельефом матери, прижимающей к себе истощённого голодом ребёнка, на боковой стороне обелиска надпись: Здесь был остановлен враг в сентябре 1941 года частями 23 армии Ленинградского фронта, слева балка с надписью Мемориальный ансамбль сооружен трудящимися Василеостровского района города Ленинграда.
Позади обелиска два горизонтальных монолита, на одном даты обороны Ленинграда «1941—1944», на другом барельеф с изображением 9 человек — пехотинцев, матросов, ополченцев, женщины. Позади справа — горизонтальная стена, на которой высечены слова писателя Б. Лавренева:  «Это время навсегда ушло от нас и навсегда осталось с нами». Слева установлена противотанковая пушка ЗИС-2, в 100 метрах от мемориала находится пулеметный ДОТ и ходы сообщений.
Памятник открыт в 1967 году. Авторы проекта — коллектив, возглавляемый архитектором А. И. Гутовым: архитектор Ю. М. Цариковский, скульптор Б. А. Свинин, Ю. Л. Рычков, инженер Н. И. Седов. Документация мемориала разработана на общественных началах.
Строительству помогали организации Василеостровского района города Ленинграда: заводы Балтийский, Сталепрокатный, «Севкабель», «Электроаппарат», имени Козицкого, «Станкоинструмент» — всего 79 предприятий, учреждений и учебных заведений.
15 мая 2021 года на мемориале Лемболовская твердыня установлен закладной камень на месте будущего памятника воинам из Узбекской ССР (в настоящее время Республика Узбекистан), защищавшим Ленинград во время войны.Рабочее название памятника — «Шаг в бессмертие». Прообразом скульптуры стал Герой Советского Союза младший сержант Набиджан Минбаев.
Во время проведения Выборгской наступательной операции 10 июня 1944 года в районе Лемболово при атаке 381-й стрелковой дивизии 21-й армии Ленинградского фронта на финскую линию обороны полоса препятствий колючей проволоки оказалась не полностью разрушенной, атака взвода Минбаева остановилась. Младший сержант Минбаев совершил подвиг, впоследствии названный по записи в наградном листе Живой мост. Заменив выбывшего из строя командира взвода, Минбаев лёг грудью на колючую проволоку, скомандовал «Взвод через меня, бегом марш». По живому мосту перешёл его взвод, продолжил атаку и выполнил боевую задачу.
Идея создания памятника принадлежит настоятелю церкви во имя Успения Пресвятой Богородицы в деревне Сологубовка Кировского района Ленинградской области протоиерею Вячеславу Харинову.
Рядом с памятником планируется открыть музей военной археологии, а также воссоздать линию обороны с колючей проволокой, окопами и траншеями.